# 1321 w polityce

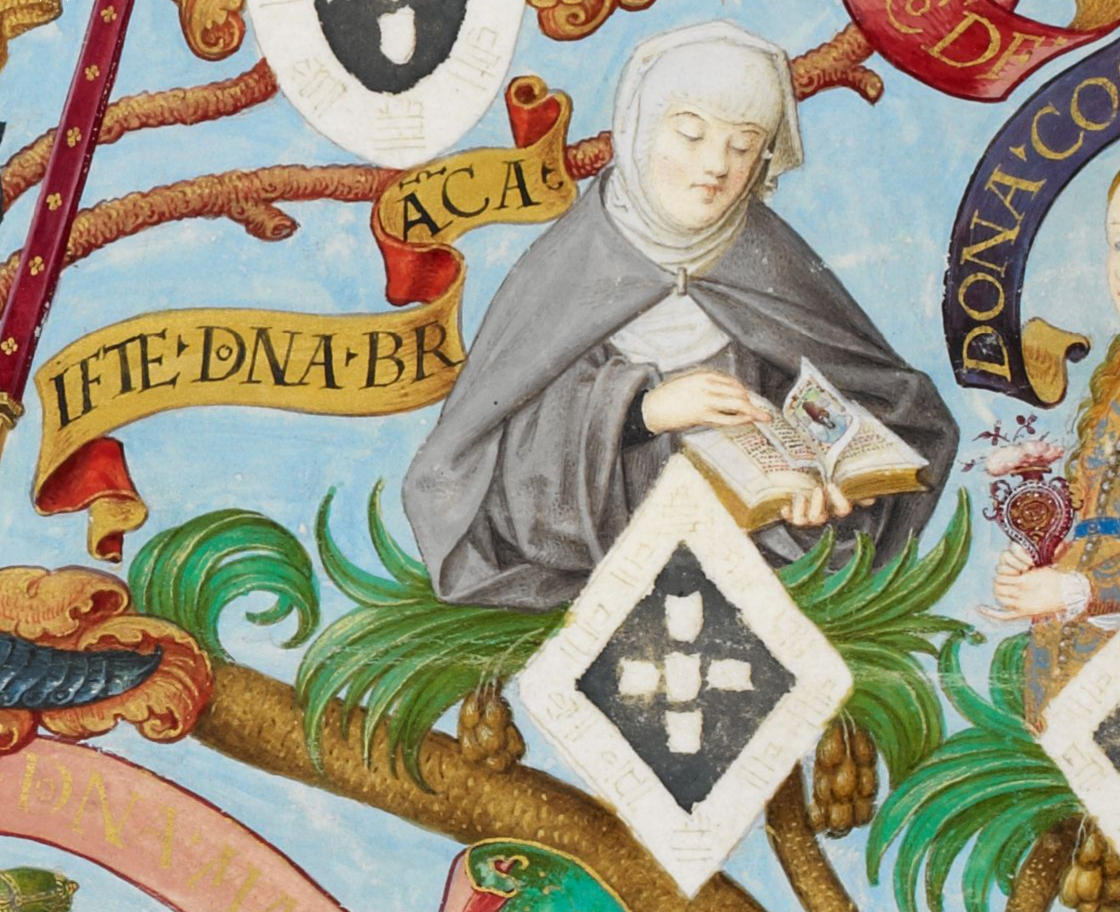
Branca Portugalska

Wydarzenia polityczne w 1321 roku.

## Wydarzenia
- 9 lutego wyrok sądu w Brześciu Kujawskim: Krzyżacy mieli oddać Pomorze Gdańskie, wypłacić 30 tys. grzywien odszkodowania i należność za koszty procesu; Zakon wyroku nie wykonał[1][2].
- Początek wojny domowej w Bizancjum[3].
- Pogromy chorych na trąd we Francji[4].

## Urodzili się
- (lub 1322) Jan III Wielki Komnen, cesarz Trapezuntu[5].

## Zmarli
- Branca, córka Alfonsa III Dzielnego i Beatryczy Kastylijskiej[6].
- 29 października Stefan Urosz II Milutin, król Serbii[7].